# Охапкін Олександр Ігорович
Олекса́ндр І́горович Оха́пкін (нар. 28 січня 1962, Житомир) — сучасний український живописець, що працює переважно в галузі іконопису, чи, більш точно, «хатньої ікони», заслужений художник України.

## Життєпис

Олександрійська дитяча художня школа

Олександр Охапкін народився 28 січня 1962 року в Житомирі.
Середню художню освіту отримав у Дніпропетровському художньому училищі, де навчався у 1978—1982 рр. Після закінчення училища два роки працював вчителем у дитячій художній школі міста Олександрії, з 1982 по 1984 рік.
У 1984 році вступив на факультет живопису Київського державного художнього інституту (нині Національна Академія образотворчого мистецтва і архітектури). Навчання в художньому інституті закінчив у серпні 1990 року, після чого повернувся до Олександрії, де продовжив вчителювання в місцевій художній школі.
Нині Олександр Охапкін мешкає в Олександрії, працює викладачем в Олександрійській дитячій художній школі. В цьому місті він виконував замовлення новозбудованих церков, для яких писав ікони і брав участь у розписі церковних інтер'єрів.

### Родина
Одружений, виховує доньку.[джерело?]

## Творчість
Олександр Охапкін працює у галузі станкового малярства. У його творах талановито синтезуються традиційні техніки стародавнього іконопису і сучасного виконання, такий стиль називають творчою іконою поставлену на національну основу.
Мистецтвознавці називають творчість Олександра Охапкіна «релігійною поезією у фарбах». За словами професора історії мистецтва Київської духовної академії Дмитра Степовика, Олександр Охапкін:
|  | Не хоче просто наслідувати давні ікони, хоч і не бажає радикально віддалятися від традиції закладеної, ще в Римській та Візантійській імперіях. У своїх творах прагне знайти золоту середину — між традицією і його власною філософською налаштованістю щодо ікони як одного з феноменів сприйняття Бога і Його святих через бачення. |

Іконостас і розписи Свято-Покровського кафедрального собору Олександрії

Картини художника виставлялись на багатьох виставках в Україні і за кордоном. Вони зберігаються у фондах Спілки художників України, приватних збірках Німеччини, Франції, США, Канади, Польщі, Італії та інших країн. Його ікони також прикрашають різні українські церкви, зокрема, Церкву святого Володимира в Парижі та Собор святого Юра у Львові, київську церкву Святого Миколая на Аскольдовій могилі, церкви Олександрії та Кропивницького. Ним виконано ікони для іконостасу Церкви Покрови Пресвятої Богородиці у Національному музеї народної архітектури та побуту України, Пирогів (Київ).
Ось слова на адресу Олександра Охапкіна громадської діячки, мецената, співачки та власниці арт-холу «Кайрос» Ольги Богомолець:
|  | Вже багато років в кожній дитячій кімнаті у мене є ікона-картина від Олександра Охапкіна. Діти вибирали їх самі. Ікони-картини дозволяють наповнити простір добротою, радістю, теплом, світлом та любов'ю до рідного краю . |

Працює художник також і в жанрах натюрморту, пейзажу, портрету.

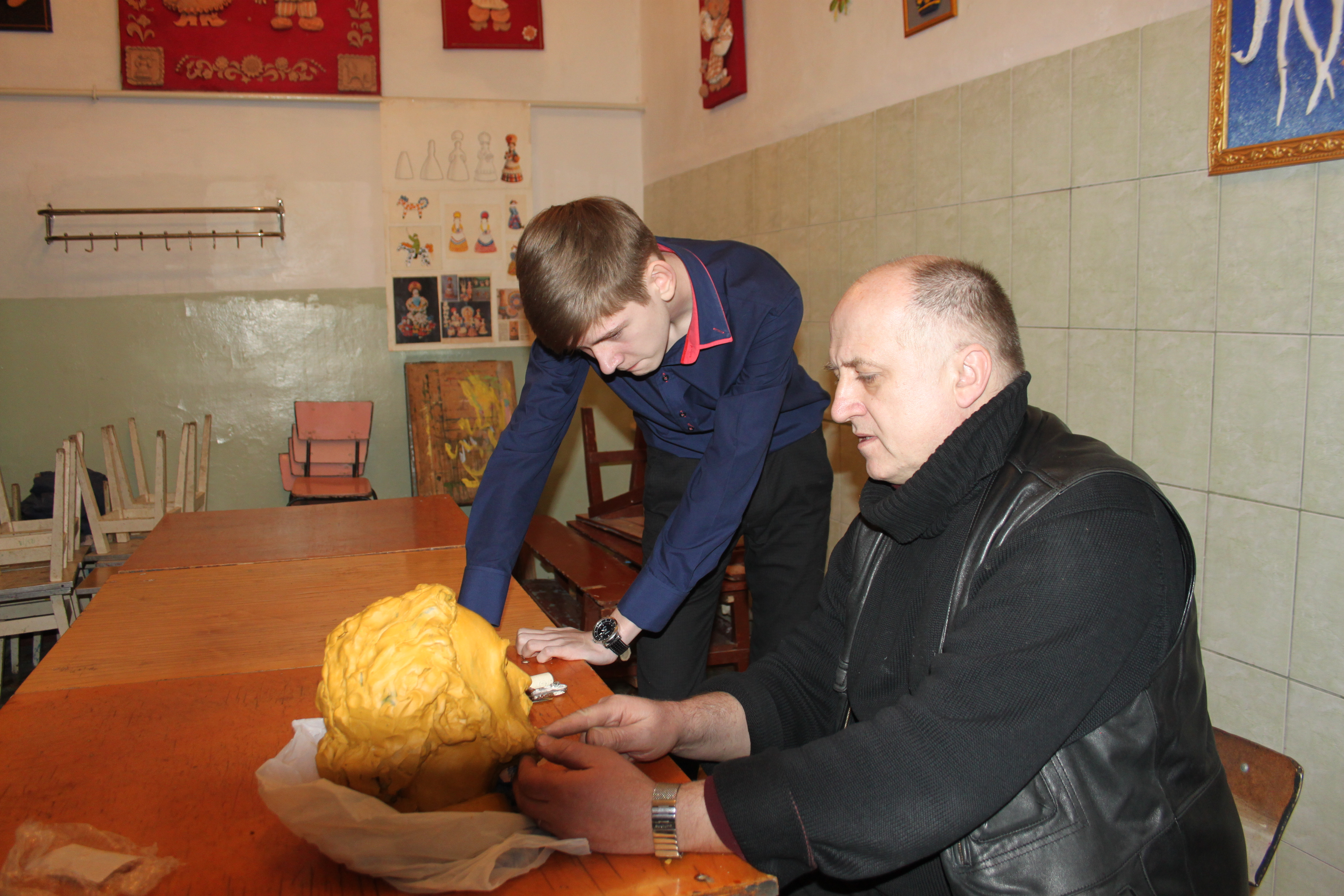
Олександр Охапкін на занятті, 12 березня 2015 року

Спільно з Степаном Ніколенком він виконав живописні панно, дерев'яні та металопластикові композиції для приміщення Олександрійської дитячої бібліотеки ім. Юрія Гагаріна, написав ікони та сюжетні композиції для Свято-Покровського кафедрального собору та церкви Святих Анастасії і Федора в Олександрії, ікони та сюжетні композиції для церкви Петра і Павла в Кропивницькому.
Крім того він займається ілюстраторською роботою, співпрацював з видавництвом імені Олени Теліги.
У 2006 році вийшов документальний фільм про Олександра Охапкіна «Заквітчана вічність», виробництва телерадіокомпанії «Глас».

## Державні нагороди
Указом Президента України від 25 червня 2016 року № 276 про відзначення державними нагородами України з нагоди Дня Конституції України Почесне звання «Заслужений художник України» було присвоєно викладачу Олександрійської дитячої художньої школи Олександру Охапкіну.

## Відзнаки
- Лауреат Першої Святомихайлівської виставки — конкурсу, 1997 р.
- Подяка від Міжнародного фонду ім. Кирила Стеценка, 1999 р.
- Подяки від Музею народної архітектури та побуту України, починаючи з 1999 р. по теперішній час
- Подяка директора Будинку вчителя, м. Київ, 2001 р.
- Подяка директора обласного краєзнавчого музею, 2001 р.
- Грамота управління культури Кіровоградської облдержадміністрації, 2001 р.
- Грамота від начальника відділу культури, 2002 р.
- Почесна грамота Міністерства культури і мистецтв України, 2002 р.
- Подяка Київського міського голови, 2002 р.
- Грамота управління культури Кіровоградської облдержадміністрації, 2002 р.
- Подяка Національного університету «Києво-Могилянська академія», 2002 р.
- Подяка від міського голови, 2003 р.
- Почесна грамота Київського міського голови та нагрудний знак «Знак Пошани», 2003 р.
- Подяка першого заступника міського голови, 2004 р.
- Орден Святого Рівноапостольного князя Володимира Великого ІІІ ступеня, 2004 р.
- Диплом «Олександрієць року» у номінації «Талант року», 2005 р.
- Диплом Міжнародного благодійного Фонду Святої Марії, нагороджено орденом «Святої Марії», 2007 р.
- Подяка Громади святих апостолів Петра та Павла Української Православної церкви Київського патріархату, 2007 р.
- Грамота Міністерства культури та туризму України, 2007 р.
- Почесна Грамота за участь в Міжнародному культурологічному симпозіумі « Українська ікона. Іконописне мистецтво діаспори», 2007 р.
- Грамота Митрополита Київського і всієї України, Предстоятеля Української Православної Церкви та  орден Преподобного Нестора Літописця ІІІ ступеня, 2008 р.
- Почесна Грамота управління культури і туризму Кіровоградської обласної державної адміністрації, 2012 р.
- Почесна відзнака-медаль «Батьківщина Тараса Шевченка» с. Шевченкове, Звенигородського району Черкаської області, вересень 2014 р.
- Грамота Військових частин ЗСУ за пересувні виставки художніх полотен «Пресвята Богородице! Захисти Україну!», 2014—2015 р.
- Грамота товариства «Просвіта» імені Т. Г. Шевченка, 2015 р.
- Подяка від начальника управління культури і туризму Олександрійської міської ради, 2015 р.
- Медаль «Трудова слава» Міжнародною Академією МАРТІС «Золота фортуна», грудень 2015 р. — Грамота та медаль до 400-ліття Василіянського Чину Святого Йосафата, с. Погоня Тисменицького району Івано-Франківської області, 17 листопада 2017 р.

## Виставки

### Виставки (до 2003 року)
- 1992 — «Художники України», Рим, Італія.
- 1993 — Персональна виставка «Різдво», Галерея мистецтв Національного університету «Києво-Могилянська Академія», Київ, Україна.
- 1993 — «Україна», Культурологічний центр, Ільвешайм, Німеччина.
- 1993 — «Покрова», Музей народної архітектури та побуту України, Київ, Україна.
- 1994 — «Великдень на Україні», Галерея мистецтв Національного університету «Киево-Могилянська Академія», Київ, Україна.
- 1995 — «Різдво», Український дім, Київ, Україна.
- 1995 — «Апостол Андрій», Інститут економіки управління та господарського права, Київ, Україна.
- 1996 — Перша всеукраїнська виставка духовного мистецтва з нагоди 400-річчя Берестейської унії. Український дім, Київ, Україна.
- 1996 — Персональна виставка «Різдво», Музей літератури України, Київ, Україна.
- 1996 — «Пречисті паломниці», Париж, Франція.
- 1997 — «Перша Святомихайлівська художня виставка-конкурс», Державний історико-архітектурний заповідник «Стародавній Київ», Київ, Україна.
- 1997 — «Українська писанка», Центральний палац дітей та юнацтва, Київ, Україна.
- 1998 — «Сучасна українська ікона», Екзархія Києво-Вишгородська УГВД, Київ, Україна.
- 1998 — Персональна виставка «Біблейні сюжети», Міжнародна організація «Жіноча громада», Київ, Україна.
- 1999 — «Республіканська художня виставка», Будинок художника, Київ, Україна.
- 1999 — Персональна виставка, Інститут економіки, управління та господарчого права, Київ, Україна.
- 1999 — «Різдвяний вечір», Міжнародний фонд ім. Кирила Стеценка, Київський будинок вчених, Україна.
- 2000 — Персональна виставка «Великдень», Київський міський будинок вчителя, Київ, Україна.
- 2000 — Персональна виставка «Покрова», Музей народної архітектури та побуту України, Київ, Україна.
- 2001 — Персональна виставка, галерея «Лавра», Київ, Україна.
- 2003 — Персональна виставка, Всеукраїнське товариство «Просвіта», Київ, Україна.

### Деякі виставки після 2003 року
- 31 січня — 14 лютого 2012 р. — виставка «Домашні ікони Олександра Охапкіна» арт-холі «Кайрос» Ольги Богомолець[3][10]
- 2013 р — Київський коледж з посиленої військової та фізичної підготовки
- 2013 р — бібліотека № 35, м. Київ
- 2013 р — Український Фонд Культури
- 2014 р — Національній Банк України
- 2014 р — Національний будівельний університет, м. Київ
- 2014 р — Національний університеті ім. Драгоманова, м. Київ
- 10 жовтня — 7 листопада 2014 р. — виставка у Канівському музеї Тараса Шевченка
- 2015 р — бібліотека ім. Адама Міцкевича, м. Київ
- 2016 р — с. Зоря Донецької області
- 2016 р — Національний музей літератури України, м. Київ
- 2016 р — м. Вугледар Донецької області (для військових)
- 2017 р — Національний музей-заповідник «Батьківщина Тараса Шевченка», с. Шевченкове Черкаської області
- 2017 р — м. Обухів
- 17 березня 2017 р — галерея «Єлисаветград», м. Кропивницький
- 2017 р — бібліотека ім. Д.Чижевського, м. Кропивницький
- 2017 р — галерея «АртШик», м. Вінниця.
- 2017 р — Кіровоградський обласний художній музей
- 2018 р — с. Денихівка, Тетіївський район Київської області
- 2018 р — м. Тетієв, Київської області
- 22 березня—15 квітня 2018 р. — виставка «Дзвонять дзвони Великодні» у арт-холі Олександрійської міської центральної бібліотеки ім. О. С. Пушкіна, Олександрія[11]

З травня 2014 року твори Олександра Охапкіна: портрет Тараса Шевченка, полотна «Материнство», «Миколай Чудотворець», «Розстріляне Відродження», «Мироносиця Руси-України» перебували під час проведення всіх заходів, які проводив «Мистецький спецназ» для воїнів-захисників.
На благодійних засадах портрет «Т. Г. Шевченко» та полотно «Кобзар» передано в Національний Шевченківський музей в м. Каневі. Полотно «Материнство» — в музей-заповідник «Батьківщина Тараса Шевченка». Картини «Неопалима чаша» та «Миколай Чудотворець» передані на аукціон для потреб воїнів АТО. Полотна: «Мирослава» та «Думи мої, літа мої…» — в музей Тараса Шевченка в Пекіні (Китай). Портрет «Героя України Євгена Березняка» — у Київський коледж з посиленої військової та фізичної підготовки.